# Ștefan Vogoride

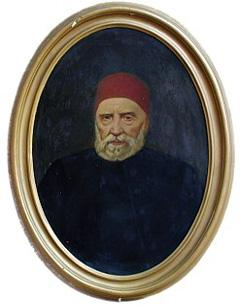
Stefan Bogoridi

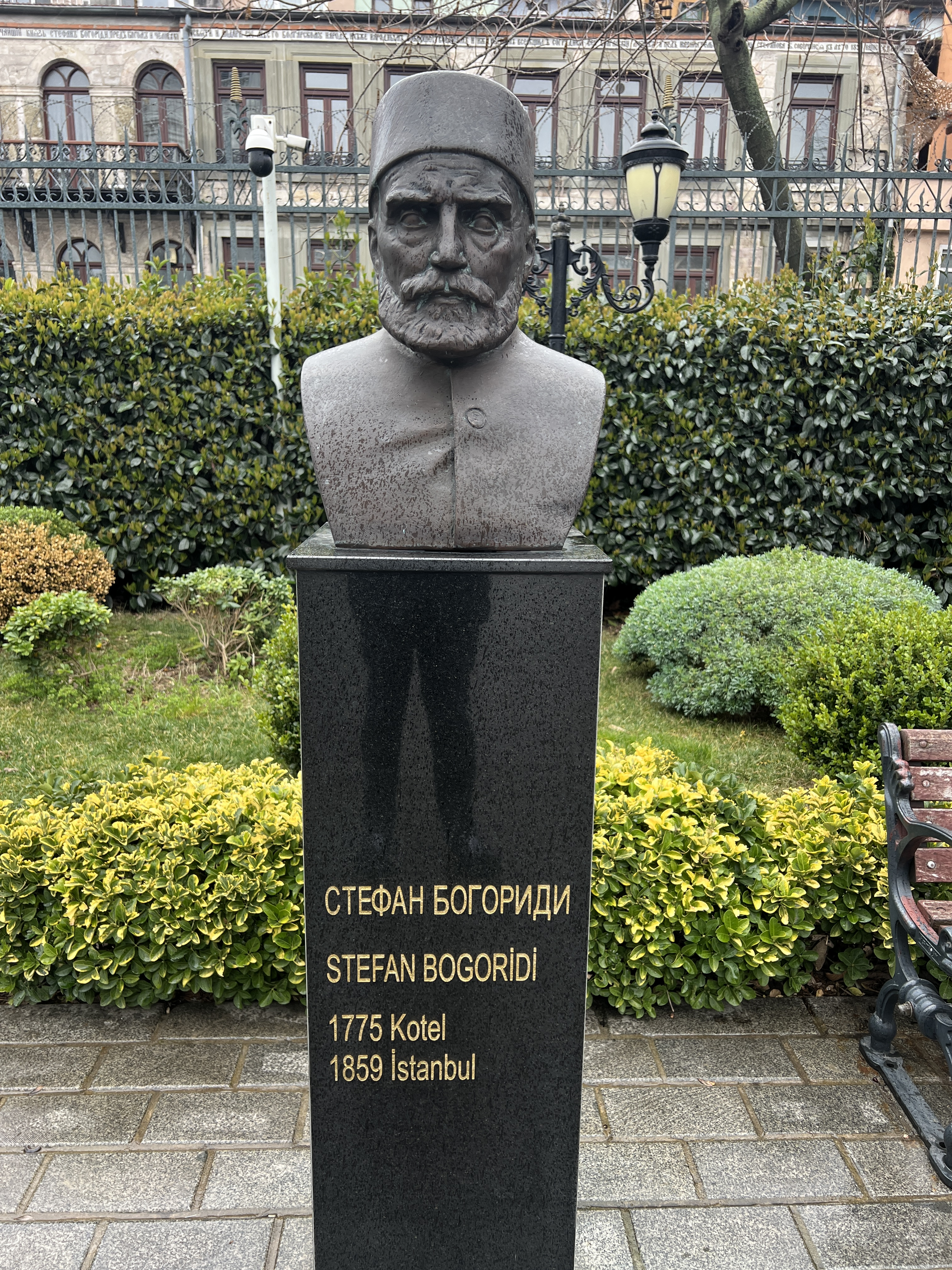
Bustul lui Ștefan Vogoride de la biserica bulgară „Sf. Ștefan” (biserica de fier) din Istanbul.

Ștefan Vogoride  (bulg. Стефан Богориди, gr. Στέφανος Βογορίδης, turc. Stefanaki Bey, ro. Ștefan Vogoride sau Bogoride), născut ca Stoyko Tsonkov Stoykov (bulg. Стойко Цонков Стойков; n. 1775, Kotel - d. 1 august 1859, Istanbul) a fost caimacam (locțiitor) la conducerea Moldovei între 1821 și iulie 1822. Ștefan Vogoride era oficial bulgar ca origine etnică, însă foarte probabil aromând de etnie.

## Biografie
A venit în Moldova sub domnia lui Scarlat Callimachi, care l-a numit prefect al Galațiului (1812 - 1819). După moartea lui Mihail Șuțu a fost numit caimacam al Moldovei, din toamna lui 1821 până la 22 iulie 1822, însă după alegerea lui Ioniță Sandu Sturdza ca domn pleacă în Turcia. Între 1836 și 1849 a fost prinț de Samos. În urma nemulțumirilor create, a fost nevoit să fugă și a fost înlocuit.